# Greatest Hits (DC Talk)
Greatest Hits é um álbum compilação da banda dC Talk, que inclui as mais conhecidas músicas, singles que passaram nas rádios e favoritas dos fãs, no decurso da carreira da banda.
O álbum é basicamente uma reedição do disco anterior, Intermission: the Greatest Hits.

## Faixas
1. "Jesus Freak" - 4:51
2. "Say The Words (Now)" - 4:41
3. "Colored People" - 4:25
4. "Jesus Is Just Alright" - 4:20
5. "Between You and Me" - 5:01
6. "Mind's Eye" - 5:07
7. "Consume Me" - 4:52
8. "My Will" - 5:25
9. "In The Light" - 4:56
10. "Socially Acceptable" - 4:47
11. "Luv Is A Verb" - 4:00
12. "Supernatural" - 3:55
13. "The Hardway" - 5:17
14. "Godsend" - 4:14
15. "What If I Stumble" - 4:56
16. "Red Letters" - 6:08